# Sedefasti pigment
Sedefasti pigment je pigment koji se ističe posebnim optičkim učinkom koji se ispoljuje sedefastim sjajem i prelijevajućim, interferentnim bojama. Ti se pigmenti sastoje od vrlo sitnih listića, ali su, za razliku od metalnih pigmenata, djelomično prozirni i snažno lome svjetlost. Ako su čestice pigmenata paralelno orijentirane s površinom, dio upadne svjetlosti proći će kroz pigment, dok će se drugi dio svjetlosti odbiti (reflektirati). Međutim, svjetlost se ne reflektira samo s površine, već i s pigmentnih čestica iz unutrašnjosti materijala, pa se tako dobiva optički dojam sjaja iz dubine, a moguća je i pojava interferencije.
Sedefasti pigmenti pojavljuju se u prirodi, a mogu se pripraviti i sintetski. Prirodni sedefasti pigmenti sastoje se uglavnom od heterocikličkih spojeva gvanina i hipoksantina, a nalaze se u ljuskama nekih riba i na ljušturama školjaka. Iz ribljih ljusaka sedefasti se pigmenti izoliraju i upotrebljavaju u proizvodnji laka za nokte. Poznato je više sintetskih sedefastih pigmenata. Među najstarijima su bizmutovi spojevi, u prvom redu bizmutovoksidklorid, BiOCl, koji je dobrih svojstava, ali dosta skup. Olovni sedefasti pigment jednak je po sastavu olovnom bjelilu, ali se od njega razlikuje po kristalnom obliku. Iako se ističe izvanrednim sedefastim sjajem, malo se upotrebljava zbog otrovnosti olova. Najtraženiji je sedefasti pigment koji se sastoji od titanijevih dioksida. Kako se taj spoj ne može pripraviti s listićastim česticama, nanosi se na prikladan nosač kao što je silikatni mineral tinjac. Ti su pigmenti vrlo stabilni i neotrovni, pa se mnogo upotrebljavaju u kozmetici, dodaju se tiskarskim bojama, pokrivnim lakovima, polimernim materijalima i tako dalje.

## Boje tankih listića
Boje tankih listića odnosno interferencijske boje su pojava interferencije koja se opaža kad snop svjetlosti padne na tanki sloj optičkoga sredstva pri čemu se dio svjetlosti reflektira (odbija) na gornjoj plohi, a ostatak se svjetlosti reflektira na donjoj plohi te se određene frekvencije ponište, a druge pojačaju.
Mjehur sapunice mijenja kod napuhavanja sve moguće boje, a isto takvu pojavu pokazuje i vrlo tanki sloj ulja na površini vode. To objašnjavamo na ovaj način. Zraka svjetlosti koja dolazi u sloj debljine d reflektira se na donjoj površini, a druga zraka reflektira se na gornjoj površini. Ako obje zrake shvatimo kao linijske valove, onda između prve i druge zrake postoji razlika prijeđenog puta, odnosno pomak faze. 
Osim toga dolazi još k tome činjenica da se na optički gušćem sredstvu val pomakne u fazi za polovinu valne duljine λ/2, to jest brijeg se pretvori u dol, a dol u brijeg. Prema tome je ukupni pomak faze d + λ/2. Ako je taj pomak jednak neparnom višekratniku od λ/2, tada se prva i druga poništavaju, a listić na tom mjestu izgleda taman. Ako je pomak jednak parnom višekratniku od λ/2 na tom mjestu listić je svijetao u boji kojom je osvijetljen.

## Slike
|                         |                                               |                              |                                              |
| Sedefasti lak za nokte. | Školjka petrovo uho (lat. Haliotis spadicea). | Polirani mineral labradorit. | Sedefasti premaz na automobilu Toyota Supra. |